# Asteroide
En asteroide (småplanet, planetoide) er et fast himmellegeme, hvis bane går rundt om Solen (eller en anden stjerne). Pr. 5. maj 2017 kendes mere end 729.626 asteroider og de fleste befinder sig i asteroidebæltet mellem Mars og Jupiter.

## Om asteroider
Ordet asteroide er afledt af det græske ord asteroeides, der betyder stjernebarn. Betegnelsen, der stammer fra 1800-tallet, hvor kikkertobservationer af stjernehimlen for alvor tog fart, har overlevet til vore moderne tider. Asteroider er dog ikke små stjerner, men småplaneter, klippestykker og fragmenter. Der findes fire store medlemmer af asteroidebæltet, nemlig Ceres, Pallas, Juno og Vesta, hvor Ceres (nu kategoriseret som en dværgplanet) er den største med en diameter på ca. 1.000 km og Juno den mindste med en diameter på ca. 250 km.
Af de 250.000 kendte asteroider er langt de fleste små asteroider, og de fleste af dem er lokaliseret i baner mellem Mars og Jupiter, men mange vagabonderer også på bedste beskub rundt i vores solsystem. F.eks. er der ikke mindre end 300 asteroider, der er så nær Jordens bane, at de med et lille "skub" kan bringes på kollisions-kurs med Jorden. Desuden er der mindst 240 Apollo-asteroider og 568 Aten-asteroider, der krydser Jordens bane, de såkaldte nærjordsasteroider (eller NEO, fra engelsk: near-earth-objects).
Nogle asteroider er låst til en planet som Jupiters asteroider. De kaldes trojanske asteroider efter en gruppe af Jupiters fastlåste asteroider. Jorden har låst flere asteroider til sin bane: (3753) Cruithne, 2002 AA29 og 2010 SO16.
Nogle af de ydre asteroider som Kentaurerne minder om kometer.

## Et faremoment
Mange mener da også, at det var et asteroidenedslag, der for ca. 65 mio. år siden udryddede dinosaurerne. Resterne af nedslaget kan ses på og ud for Yucatán-halvøen i Mexico. Der er tale om et gigantisk krater – kaldet Chicxulub – på gennemsnitligt 170 km i diameter; dog er det næsten borteroderet. Asteroiden, der slog ned, menes at have været ca. 10 km i diameter, og udløste en kraftig eksplosion. Nedslaget antages at have udløst kraftige jordskælv og tsunamier. Det anslås, at 18.000 km3 klipper, støv og aske ved begivenheden blev hvirvlet op i atmosfæren.
Risikoen for, at en asteroide rammer Jorden, bedømmes efter Torino-skalaen.

### Uvarslet besøg af mindre asteroide
Den 25. juli 2019 var Jorden tæt på at blive ramt af asteroiden ”2019 OK” på omkring 57-130 meter i diameter. Asteroiden blev først opdaget få dage før den passerede Jorden i en afstand på 73.000 km, med næsten 10 kilometer i sekundet. Afstanden var blot en femtedel af afstanden til Månen. Satellitter der befinder sig i den Geostationære bane befinder sig i 36.000 km højde over Jorden.

## Asteroidesonder
- — Galileo fløj forbi (951) Gaspra 29. oktober 1991.
- — Galileo fløj forbi (243) Ida 28. august 1993.
  - Idas måne 243(1) Dactyl.
- — NEAR (Near Earth Asteroid Rendezvous) fløj forbi (253) Mathilde 27. juni 1997.
- — NEAR fløj forbi (433) Eros 23. december 1998.
- — Deep Space 1 fløj forbi (9969) Braille 29. juli 1999.
- — Cassini fløj forbi (2685) Masursky 23. januar 2000.
- — NEAR gik i kredsløb om Eros 14. februar 2000.
- — NEAR landede på Eros 12. februar 2001.
- — Stardust fløj forbi (5535) Annefrank 2. november 2002.
- — Hayabusa (vandrefalk) nåede (25413) Itokawa 12. september 2005.
- — Hayabusa berørte kortvarigt Itokawa 19. november 2005 med henblik på prøvetagning.
- — New Horizons fløj forbi (132524) APL 1. juni 2006.
- — Hayabusa forlod Itokawa i april 2007.
- — Stardust fløj forbi Annefrank 15. januar 2008.
- — Rosetta fløj forbi (2867) Šteins 5. september 2008.
- — Rosetta fløj forbi (21) Lutetia 10. juli 2010.
- — Dawn gik i kredsløb om (4) Vesta 15. juli 2011.
- — Dawn forlod Vesta 4. september 2012.
- — Chang'e 2 fløj forbi (4179) Toutatis 13. december 2012.
- — OSIRIS-REx skal hjemtage en prøve af asteroiden Bennu. Planlagt retur til Jorden 2023.

Bemærk at kun NEAR, Hayabusa og Dawn er deciderede asteroidesonder.